# Demarato
Demarato (en griego antiguo: Δημάρατος Demáratos) fue rey de Esparta (de la dinastía Euripóntida) desde aproximadamente el año 515 hasta el 491 a. C., año en el que fue depuesto. Murió en 491 a. C., tras la segunda invasión persa de Grecia.
Como rey de Esparta sucedió a su padre Aristón aunque su paternidad fue discutida. Es conocido principalmente por su oposición a su colega, el otro rey de Esparta, el agíada Cleómenes I.

## Biografía

### Vencedor olímpico
Heródoto nos informa que ganó en Olimpia la carrera las cuadrigas en los juegos en honor a Zeus, siendo el único rey de Esparta que alcanzara tal palma.

### Divorcio de Eleusis
Cuando Cleómenes intentó instalar a Iságoras como tirano de Atenas, Demarato se esforzó cuanto pudo por frustrar sus planes. En Eleusis se produjo la ruptura (el célebre «divorcio de Eleusis») cuando —en unión con las tropas corintias— abandonó a Cleómenes y al ejército coaligado que debía atacar Atenas. 

### Castigo de Egina
En 501 a. C., Egina fue una de las ciudades que entregó a Persia los símbolos de sumisión: tierra y agua. Atenas apeló de inmediato a Esparta para que castigara este acto de medismo y Cleómenes acudió a Egina con la intención de apresar a los responsables. Su primer intento fracasó debido a las interferencias de Demarato, quien hizo cuanto estaba en su mano para provocar la caída en desgracia de Cleómenes en Esparta.
En represalia, Cleómenes instó a Leotíquidas —pariente y enemigo personal de Demarato— a que reclamara el trono, alegando que este último no era realmente hijo de Aristón, sino de Ageto, primer marido de su madre. El asunto fue puesto en manos de los éforos, quienes optaron por consultar a los dioses. Cleómenes sobornó entonces al oráculo de Delfos para que se pronunciara a favor de Leotíquidas, quien en efecto se convirtió en rey en 491 a. C. 
Tras la deposición de Demarato, Cleómenes marchó de nuevo a Egina acompañado por su nuevo colega, capturó a diez de los ciudadanos más prominentes y los entregó a Atenas como rehenes.

### Aliado de Persia
Demarato, por su parte, acosado por la mofa de Leotíquidas, buscó refugio en la corte del rey de Persia, Darío I, quien le confió el gobierno de las ciudades de Pérgamo, Teutrania y Halisarna, donde sus descendientes gobernaban aún a comienzos del siglo IV a. C.
El depuesto rey gozó de influencia en la corte persa y parece que tuvo que ver en la designación de Jerjes como sucesor de Darío, en lugar de su hermano Artabazanes.
Demarato acompañó a Jerjes en su invasión de Grecia en el 480 a. C. Según Heródoto, antes de la batalla de las Termópilas conminó al rey persa a no subestimar a los espartanos y le expuso las características de su pueblo. Se trata de un pasaje de gran importancia para conocer las costumbres e instituciones de Esparta.
De acuerdo con algunos autores, Demarato fue condenado a muerte por haber advertido a las ciudades griegas de la invasión persa.